# Estádio de São Miguel (Gondomar)
Estádio de São Miguel – stadion piłkarski w Gondomar, w Portugalii. Został otwarty w 1970 roku. Może pomieścić 2450 widzów. Swoje spotkania na stadionie rozgrywają piłkarze klubu Gondomar SC.